# Simon van Velthooven
Simon van Velthooven (* 8. Dezember 1988 in Palmerston North) ist ein neuseeländischer Segler und ehemaliger Bahnradsportler.

## Sportliche Laufbahn

### Radsport
2005 belegte Simon van Velthooven im Teamsprint der Junioren gemeinsam mit Edward Dawkins und Elijah May den ersten Platz bei den Ozeanien-Meisterschaften in Wanganui. Im Jahr darauf wurde er neuseeländischer Junioren-Meister im Sprint, im Zeitfahren belegte er Platz zwei und im Scratch Platz drei.
2010 errang Velthooven die Bronzemedaille bei den Commonwealth Games in Delhi im Keirin. Im Frühjahr zuvor hatte er an den Keirin-Wettbewerben in Japan teilgenommen. 2011 errang er bei den Ozeanien-Meisterschaften drei Goldmedaillen, im Teamsprint, mit Sam Webster und Ethan Mitchell, im Keirin sowie im 1000-Meter-Zeitfahren. Bei den Olympischen Spielen 2012 in London belegte Velthooven den dritten Platz im Keirin, den er sich mit dem Niederländer Teun Mulder teilte.
2013 wurde van Velthooven in Minsk Vize-Weltmeister im 1000-Meter-Zeitfahren, im Jahr darauf errang er bei der WM in Cali die Bronzemedaille in derselben Disziplin. 2016 wurde er neuseeländischer Meister im 1000-Meter-Zeitfahren.

### Segeln
2017 gewann van Velthooven als Mitglied des Teams New Zealand die bekannteste Segelregatta, den 35. America’s Cup. Zur Energieversorgung des hydraulischen Systems des Rennkatamarans, das unter anderem das Flügelsegel und die Hydrofoils bewegt, werden als Innovation keine händisch angetriebenen Grinder, sondern, wie bei einem Fahrrad, mit Fußkraft angetriebene Tretkurbeln mit Pedalen eingesetzt (cyclors). Obwohl die cyclors wieder durch Grinder ersetzt werden sollten, erklärte van Velthooven im Januar 2018, dass er weiterhin im Segeln aktiv bleiben wolle. 2021 gehörte er zum Team New Zealand, das beim 36. America’s Cup startete, und am 17. März das Rennen für sich entscheiden konnte.

## Erfolge
2005
- Ozeanienspiele (Junioren) – Teamsprint (mit Edward Dawkins und Elijah May)
- Ozeanienspiele (Junioren) – Sprint
- Ozeanienspiele (Junioren) – 1000-Meter-Zeitfahren

2006
- Neuseeländischer Junioren-Meister – Sprint

2007
- Ozeanienmeisterschaft – Omnium

2010
- Commonwealth Games – Keirin

2011
- Bahnrad-Weltcup in Peking – Keirin
- Ozeanienmeister – Keirin, 1000-Meter-Zeitfahren, Teamsprint (mit Ethan Mitchell und Sam Webster)

2012
- Olympische Spiele – Keirin
- Weltmeisterschaft – 1000-Meter-Zeitfahren

2013
- Weltmeisterschaft – 1000 Meter-Zeitfahren
- Ozeanienmeister – 1000-Meter-Zeitfahren
- Neuseeländischer Meister – Keirin, 1000-Meter-Zeitfahren, Teamsprint (mit Ethan Mitchell und Sam Webster)

2014
- Weltmeisterschaft – 1000-Meter-Zeitfahren
- Neuseeländischer Meister – 1000-Meter-Zeitfahren

2016
- Neuseeländischer Meister – 1000-Meter-Zeitfahren